# Csobotány
Csobotány (románul: Ciobotani) falu Romániában, Maros megyében.

## Története
Gödemesterháza község része. A trianoni békeszerződésig Maros-Torda vármegye Régeni felső járásához tartozott, az 1960-as évekig Maroshévíz része volt.

## Népessége
2002-ben 324 lakosa volt, ebből 320 román és 4 magyar nemzetiségű.

## Vallások
A falu lakói közül 309-en ortodox, 2-en református, 2-en római katolikus, 3-an adventista hitűek és 6 fő baptista.